# Henry Dunant

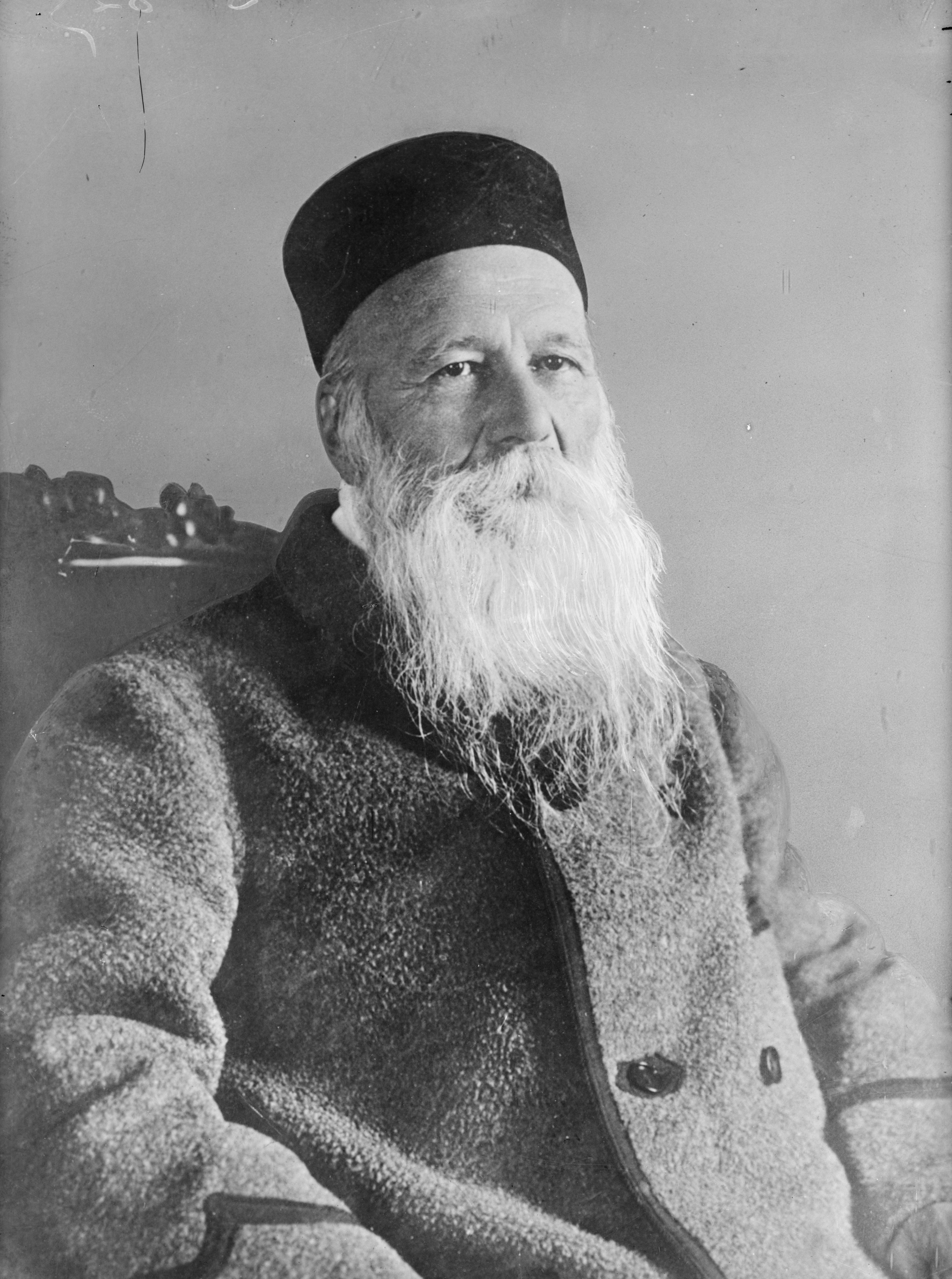
Henry Dunant in späteren Jahren (etwa 1895, Foto von Otto Rietmann)

Henry Dunant [ɑ̃ˈʁi dyˈnɑ̃ː], eigentlich Jean-Henri Dunant (* 8. Mai 1828 in Genf; † 30. Oktober 1910 in Heiden), war ein Schweizer Geschäftsmann und ein Humanist christlicher Prägung.
Während einer Geschäftsreise wurde er im Juni 1859 in der Nähe der italienischen Stadt Solferino Zeuge der erschreckenden Zustände unter den Verwundeten nach einer Schlacht zwischen der Armee Österreichs sowie den Truppen Sardinien-Piemonts und Frankreichs. Über seine Erlebnisse schrieb er ein Buch mit dem Titel Eine Erinnerung an Solferino, das er 1862 auf eigene Kosten veröffentlichte und in Europa verteilte.
In der Folge kam es ein Jahr später in Genf zur Gründung des Internationalen Komitees der Hilfsgesellschaften für die Verwundetenpflege, das seit 1876 den Namen Internationales Komitee vom Roten Kreuz (IKRK) trägt. Die 1864 beschlossene Genfer Konvention geht wesentlich auf Vorschläge aus Dunants Buch zurück. Henry Dunant, der danach aufgrund geschäftlicher Probleme und seines darauf folgenden Ausschlusses aus der Genfer Gesellschaft rund drei Jahrzehnte lang in Armut und Vergessenheit lebte, gilt damit als Begründer der Internationalen Rotkreuz- und Rothalbmond-Bewegung. Im Jahr 1901 erhielt er für seine Lebensleistung zusammen mit dem französischen Pazifisten Frédéric Passy den ersten Friedensnobelpreis.

## Leben

### 1828–1859: Jugend und geschäftliches Wirken

#### Elternhaus und Ausbildung

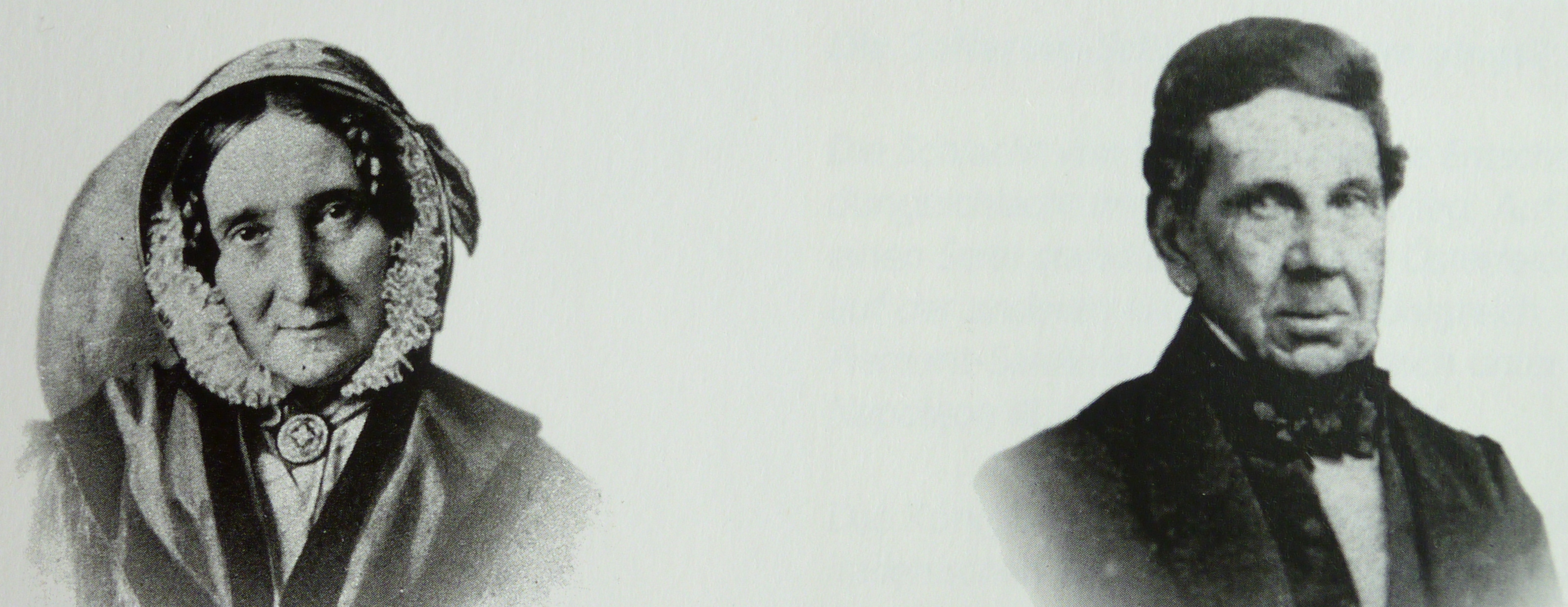
Dunants Eltern

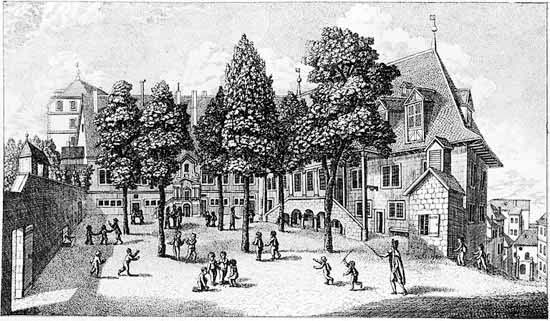
Zeitgenössische Darstellung des Collège Calvin (um 1810)

Jean-Henri Dunant wurde am 8. Mai 1828 in Genf als erster Sohn von Antoinette Dunant-Colladon und deren Mann, dem Kaufmann Jean-Jacques Dunant, in eine sehr fromme calvinistische Familie geboren. Das Elternhaus befindet sich in Genf in der Rue Verdaine 12. Seine Eltern verfügten in Genf über grossen Einfluss und engagierten sich politisch und sozial. Der Vater war Mitglied des Conseil Représentatif, der damaligen Legislative der Stadt Genf, und kümmerte sich um Waisen und Vorbestrafte. Henri Dunants Mutter war eine Tochter Henri Colladons, Leiter des Genfer Spitals und Bürgermeister von Avully bei Genf. Sie war im wohltätigen Bereich vor allem für Arme und Kranke tätig. Ein Onkel Henry Dunants mütterlicherseits war der Physiker Jean-Daniel Colladon.
Die wohltätigen Aktivitäten der Eltern schlugen sich in der Erziehung ihrer Kinder nieder: Soziale Verantwortung wurde Jean-Henri Dunant, seinen beiden Schwestern und beiden Brüdern schon in jungen Jahren nahegelegt. Prägend war für ihn eine Reise mit seinem Vater nach Toulon. Dort musste er die Qualen von Galeerenhäftlingen mitansehen. Über seine Kindheit ist ansonsten in seinen eigenen Lebenserinnerungen wenig überliefert. Aufgrund schlechter Noten verliess Henri «Henry» Dunant das Collège de Genève vorzeitig und begann 1849 eine dreijährige Lehre bei den Geldwechslern Lullin und Sautter. Nach dem erfolgreichen Abschluss der Ausbildung blieb Dunant als Angestellter in der Bank tätig.

#### Christliches Engagement

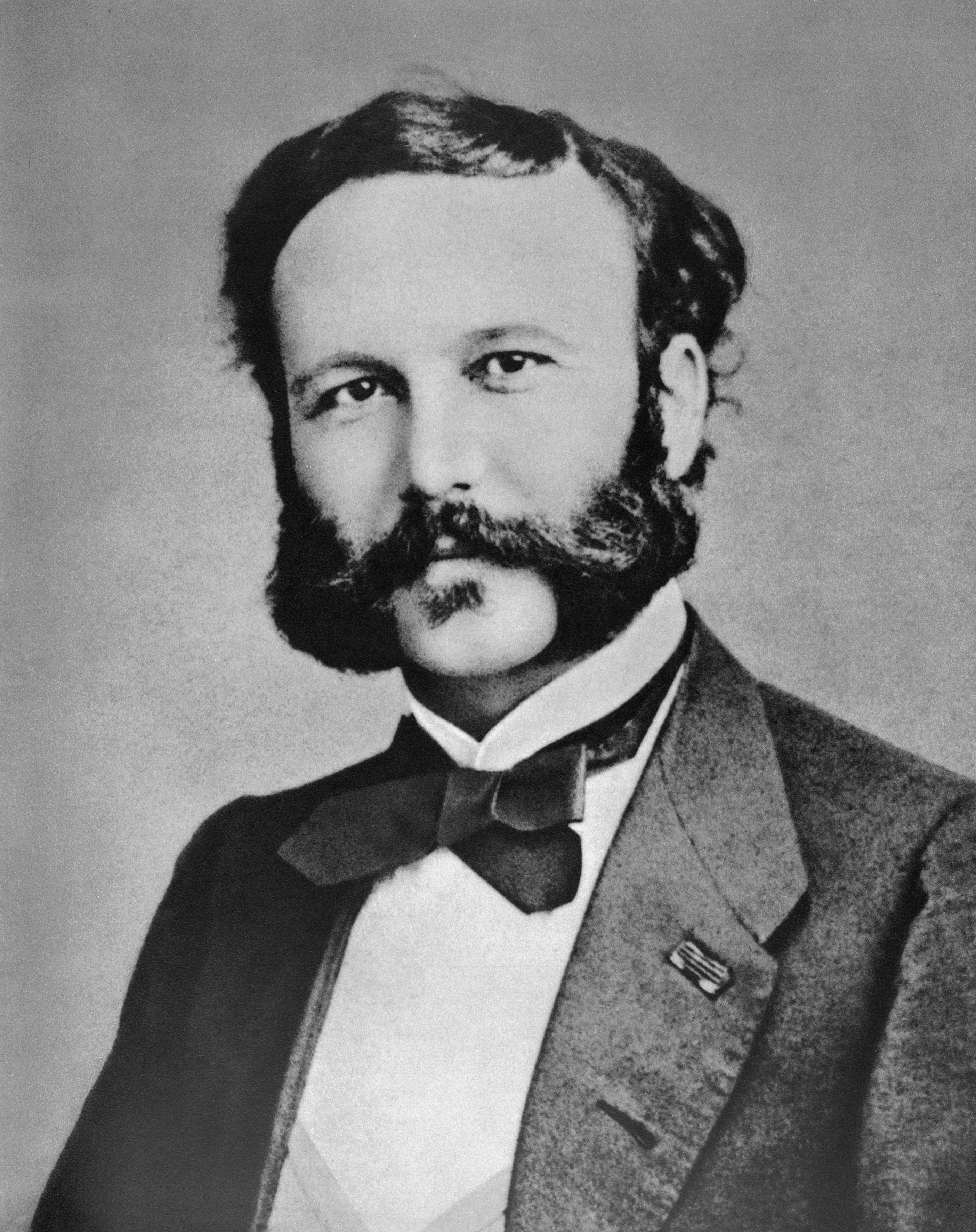
Henry Dunant um 1860

Henry Dunants christlicher Glaube wurde geprägt durch den Genfer Theologen Louis Gaussen, der 1831 die Société Evangélique de Genève gegründet hatte und dessen Sonntagsschule Dunant als Jugendlicher besuchte. Bei der Société Evangélique handelte es sich um eine Kirchengemeinde, der auch seine Mutter, die Schwester seines Vaters und seine eigene Schwester Marie angehörten. Mit dem Wunsch, sich sozial zu engagieren, trat Henry Dunant unter dem Einfluss des Réveil, einer Erweckungsbewegung des 19. Jahrhunderts in Genf und anderen französischsprachigen Regionen, mit 18 Jahren der Genfer Société d’Aumônes (Gesellschaft für Almosenspenden) bei. Im darauffolgenden Jahr rief er mit Freunden die sogenannte «Donnerstags-Vereinigung» ins Leben, einen losen Bund junger Menschen, die sich in den Räumlichkeiten der Société Evangélique zu Bibelstudien trafen und gemeinsam hungernde und kranke Menschen unterstützten.
Seine freien Abende und Sonntage verbrachte Henry Dunant grösstenteils mit Gefangenenbesuchen und der Hilfe für arme Menschen. Bereits früh galt er als begabt darin, andere Menschen für ein gemeinsames Ziel zu begeistern und sie zu motivieren, ihm in seinen Aktivitäten zu folgen. Animiert durch einen Aufenthalt des Erweckungspredigers Adolphe Monod in der Donnerstags-Vereinigung, gründete er am 30. November 1852 eine Genfer Gruppe des Christlichen Vereins junger Männer (CVJM), in der er als Schriftführer fungierte. Drei Jahre später war er massgeblich an der Gründung der Young Men’s Christian Association in Paris beteiligt. In der sich ab 1846 aus England ausbreitenden Evangelischen Allianz, die zur Entstehung der CVJM-Gruppen in verschiedenen Ländern beitrug, gehörte Dunant 1847 zu den fünfzehn Gründern der Schweizerischen Evangelischen Allianz. Er wurde 1852 im Alter von 24 Jahren ihr Sekretär und leitete sie in dieser Funktion bis 1859.

#### Geschäfte in Algerien
1853 besuchte Dunant im Auftrag der «Genfer Handelsgesellschaft der Schweizer Kolonien von Setif» (franz. Compagnie genevoise des Colonies Suisses de Sétif) Algerien, Tunesien und Sizilien. Trotz geringen Erfahrungen erledigte er die Geschäfte seiner Auftraggeber erfolgreich. Inspiriert durch seine Reiseeindrücke, schrieb Dunant sein erstes Buch mit dem Titel Notice sur la Régence de Tunis, das 1858 erschien. Mit Hilfe dieses Buches gelang es ihm, Zugang zu mehreren wissenschaftlichen Gesellschaften zu erhalten.
Im Jahre 1856 gründete er eine Kolonialgesellschaft und, nachdem er im französisch besetzten Algerien eine Landkonzession erworben hatte, zwei Jahre später unter dem Namen «Finanz- und Industriegesellschaft der Mühlen von Mons-Djémila» (franz. Société financière et industrielle des Moulins des Mons-Djémila) in der Nähe der römischen Ruinen von Djémila ein Mühlengeschäft. Die Land- und Wasserrechte waren jedoch nicht klar geregelt, die zuständigen Kolonialbehörden verhielten sich darüber hinaus nicht kooperativ. 1858 nahm Henry Dunant (wie sich Jean-Henri Dunant ab etwa 1857 schrieb) neben seiner Schweizer auch die französische Staatsbürgerschaft an, um sich dadurch den Zugang zu Landkonzessionen der Kolonialmacht Frankreich in Algerien zu erleichtern.
Ein Jahr später beschloss er, sich direkt an Kaiser Napoléon III. zu wenden, als dieser sich mit seinem Heer in der Lombardei aufhielt. Dort kämpfte Frankreich auf Seiten Sardinien-Piemonts gegen die Österreicher, die das Gebiet des heutigen Italien zu grossen Teilen besetzt hatten. Napoleons Hauptquartier befand sich in der kleinen Stadt Solferino in der Nähe des Gardasees. Dunant verfasste unter dem Titel Das wiederhergestellte Kaiserreich Karls des Grossen, oder das Heilige Römische Reich, erneuert durch Seine Majestät, den Kaiser Napoleon III. eine schmeichelhafte Lobschrift auf Napoleon III., um diesen seinem Anliegen gegenüber positiv zu stimmen. Anschliessend begab er sich auf eine Reise nach Solferino, um den Kaiser dort persönlich zu treffen.

### 1859–1867: Das Rote Kreuz und die Genfer Konvention

#### Schlacht von Solferino

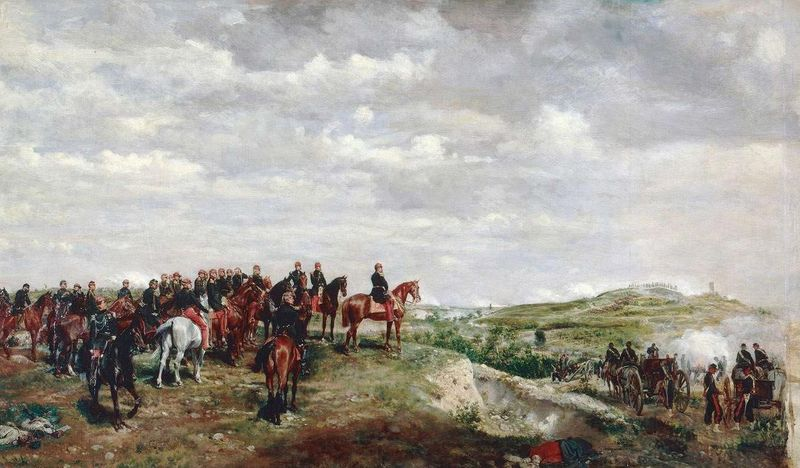
Jean-Louis-Ernest Meissonier: Napoleon III. zu Solferino (1864)

Am Abend des 24. Juni 1859 kam Dunant nach dem Ende einer Schlacht zwischen den Truppen Sardinien-Piemonts und Frankreichs unter der Führung Napoleons III. auf der einen Seite und der Armee Österreichs auf der anderen Seite am Schlachtfeld in der Nähe Solferinos vorbei. Noch immer lagen etwa 38'000 Verwundete, Sterbende und Tote auf dem Schlachtfeld, ohne dass ihnen jemand Hilfe leistete. Zutiefst erschüttert davon, was er sah, organisierte er spontan mit Freiwilligen aus der örtlichen Zivilbevölkerung, hauptsächlich Frauen und Mädchen, die notdürftige Versorgung der verwundeten und kranken Soldaten. In der Kleinstadt Castiglione delle Stiviere in unmittelbarer Nähe zu Solferino richtete er mit anderen Helfern in der Chiesa Maggiore, der grössten Kirche des Ortes, ein Behelfshospital ein. Hier wurden etwa 500 der insgesamt etwa 8'000 bis 10'000 Verwundeten versorgt, die nach Castiglione gebracht worden waren.
Wie er schnell feststellte, fehlte es an fast allem: an Helfern, an Fachwissen und an medizinischem Material und Verpflegung. Dunant und die seinem Aufruf folgenden Helfer machten bei ihrer Hilfeleistung keinen Unterschied zwischen den Soldaten hinsichtlich ihrer nationalen Zugehörigkeit. Berühmt für diese Einstellung wurde die Losung «Tutti fratelli» (ital. Alle sind Brüder) der Frauen Castigliones. Es gelang Dunant darüber hinaus, von den Franzosen gefangengenommene österreichische Armeeärzte für die Versorgung der Verletzten freigestellt zu bekommen. Er richtete Behelfskrankenhäuser ein und liess auf seine Kosten Verbandsmaterial und Hilfsgüter herbeischaffen. Trotz der Hilfe starben viele Verwundete.

#### Gründung des Roten Kreuzes

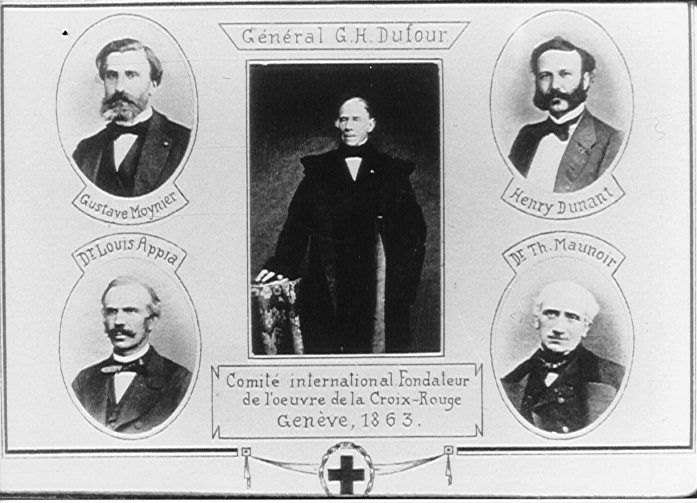
Zeitgenössische Darstellung der fünf Gründungsmitglieder des Internationalen Komitees; rechts oben: Henry Dunant

Unter dem Eindruck dieser Ereignisse kehrte Dunant Anfang Juli nach Genf zurück. Auf Anraten seiner Mutter verbrachte er zunächst einen Monat in der Berghütte eines Freundes der Familie in Montreux. Anschliessend reiste er für mehrere Wochen nach Paris. Für sein Wirken in Solferino erhielt er im Januar 1860, zusammen mit dem Genfer Arzt Louis Appia, vom sardischen König Viktor Emanuel II. den Orden der heiligen Mauritius und Lazarus, später die zweithöchste Auszeichnung des Königreichs Italien.
Mit Beginn des Jahres 1860 versuchte er zunächst, die finanzielle Situation seiner Unternehmungen in Algerien zu verbessern, was ihm jedoch nicht gelang. Da er darüber hinaus das in Solferino Erlebte nicht vergessen konnte, begann er ein Buch mit dem Titel Un souvenir de Solferino («Eine Erinnerung an Solferino») zu schreiben. Darin beschrieb er die Schlacht, das Leiden und die chaotischen Zustände in den Tagen nach der Schlacht. Darüber hinaus entwickelte er in diesem Buch die Idee, wie zukünftig das Leid der Soldaten verringert werden könnte: Auf einer Basis von Neutralität und Freiwilligkeit sollten in allen Ländern Hilfsorganisationen gegründet werden, die sich im Fall einer Schlacht um die Verwundeten kümmern würden. Im September 1862 liess er das Buch auf eigene Kosten von der Genfer Buchdruckerei Fick in einer Auflage von 1'600 Exemplaren drucken und verteilte es anschliessend in ganz Europa an viele führende Persönlichkeiten aus Politik und Militär.
Anschliessend begab Dunant sich auf Reisen quer durch Europa, um für seine Idee zu werben. Sein Buch wurde nahezu einhellig positiv und mit grossem Interesse und Begeisterung aufgenommen, er erhielt Anerkennung und Sympathie. Noch im Dezember 1862 wurde eine zweite Auflage gedruckt, zu Beginn des folgenden Jahres erschienen neben einer dritten auch Übersetzungen ins Englische, Deutsche, Italienische und Schwedische. Zu den wenigen negativen Reaktionen gehörte die Aussage des französischen Kriegsministers Jacques-Louis Randon, dass das Buch «gegen Frankreich» gerichtet sei. Andererseits äusserte sich auch Florence Nightingale überraschend kritisch, da sie der Meinung war, dass die von Dunant vorgeschlagenen Hilfsgesellschaften eine Aufgabe übernehmen würden, die den Regierungen oblag.
Der Präsident der Genfer Gemeinnützigen Gesellschaft, der Jurist Gustave Moynier, machte das Buch und Dunants Ideen zum Thema der Mitgliederversammlung der Gesellschaft am 9. Februar 1863. Dunants Vorschläge wurden geprüft und von den Mitgliedern als sinnvoll und durchführbar bewertet. Dunant selbst wurde zum Mitglied einer Kommission ernannt, der ausser ihm noch Gustave Moynier, der General Guillaume-Henri Dufour sowie die Ärzte Louis Appia und Théodore Maunoir angehörten. Während der ersten Tagung am 17. Februar 1863 beschlossen die fünf Mitglieder, die Kommission in eine ständige Einrichtung umzuwandeln. Dieser Tag gilt damit als Gründungsdatum des Internationalen Komitees der Hilfsgesellschaften für die Verwundetenpflege, das seit 1876 den Namen Internationales Komitee vom Roten Kreuz (IKRK) trägt. Dufour wurde zum ersten Präsidenten ernannt, Moynier wurde Vizepräsident und Dunant Sekretär des Komitees.

#### Konflikt mit Moynier

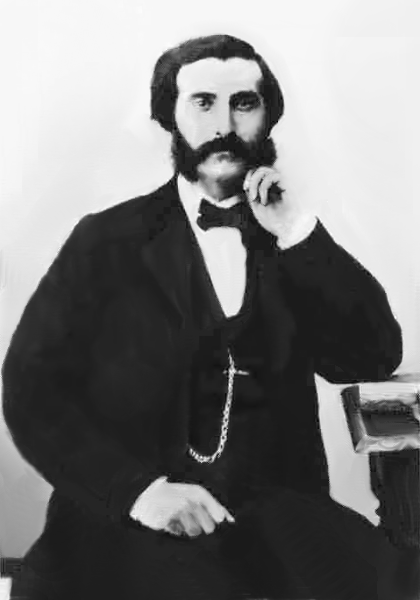
Gustave Moynier in jungen Jahren, genaue Datierung unbekannt

Zwischen Moynier und Dunant entwickelten sich bald Meinungsverschiedenheiten hinsichtlich verschiedener Aspekte des gemeinsamen Vorhabens. So hatte Moynier wiederholt den Vorschlag Dunants, Verwundete, Pflege- und Hilfskräfte sowie Lazarette unter den Schutz der Neutralität zu stellen, als undurchführbar bezeichnet und Dunant aufgefordert, nicht auf dieser Idee zu beharren. Dunant setzte sich jedoch bei seinen nun folgenden umfangreichen Reisen durch Europa und seinen Gesprächen mit hochrangigen Politikern und Militärs mehrfach über die Meinung Moyniers zu dieser Frage hinweg. Dies verschärfte den Konflikt zwischen dem Pragmatiker Moynier und dem Idealisten Dunant weiter und führte zu Bestrebungen Moyniers, Dunant auch dessen ideellen Führungsanspruch streitig zu machen.
Während seiner Reisen durch Europa nahm Dunant vom 6. bis 12. September 1863 am Internationalen Statistischen Kongress in Berlin teil. Dort traf er mit dem Militärarzt Johan Hendrik Christiaan Basting zusammen, der bereits das Buch Dunants ins Niederländische übersetzt hatte. Dunants Auftrag war es, ein Memorandum und eine Einladung des Internationalen Komitees zu einer internationalen Konferenz an die Teilnehmer des Kongress zu verteilen. Zusammen mit Basting, und ohne Rücksprache mit den Mitgliedern des Komitees in Genf, ergänzte er die im Memorandum enthaltenen Vorschläge um die Idee der Neutralisierung der Hilfskräfte. Diese eigenmächtige Entscheidung Dunants in einer aus Moyniers Sicht zentralen Frage vertiefte den Konflikt zwischen beiden weiter. Basting präsentierte anschliessend als Teilnehmer des Kongresses den anwesenden Delegierten Dunants Ideen. Kurz nach dem Kongress reiste Dunant nach Dresden zu einer Audienz beim König Johann von Sachsen. Auf Dunants Bitte um Unterstützung antwortete der König mit einem Satz, den Dunant in der Folgezeit mehrfach in Briefen an andere ranghohe Persönlichkeiten zitierte:

«Ich werde tun, was in meinen Kräften steht, denn sicherlich würde ein Volk, das sich nicht an diesem menschenfreundlichen Werke beteiligte, von der öffentlichen Meinung Europas in die Acht erklärt werden.»

#### Abschluss der Genfer Konvention
Im Oktober 1863 kam es in Genf zu der vom Internationalen Komitee geplanten Konferenz. Vertreter von 16 Ländern nahmen daran teil und berieten über Massnahmen zur Verbesserung der Hilfe für im Felde verwundete Soldaten. Dunant selbst war, auf Betreiben Moyniers, während dieser Konferenz nur Protokollführer. Ein Jahr später fand im August auf Einladung des Schweizer Bundesrates eine diplomatische Konferenz statt, in deren Rahmen am 22. August 1864 von zwölf Staaten die erste Genfer Konvention unterzeichnet wurde. Hier einigte man sich auch auf ein einheitliches Symbol zum Schutz der Verwundeten und des Hilfspersonals: das leicht und weithin erkennbare Rote Kreuz auf weissem Grund, die Umkehrung der Schweizer Flagge.
Dunant war für diese Konferenz nur die Aufgabe zugewiesen worden, für die Unterhaltung der Gäste zu sorgen. Trotzdem stand er in den folgenden zwei Jahren im Zentrum der öffentlichen Aufmerksamkeit und erhielt zahlreiche Ehrungen und Einladungen. So wurde er im Frühjahr 1865 durch Napoléon III. in die französische Ehrenlegion la Légion d’honneur aufgenommen. Im Mai des gleichen Jahres traf er in Algier auch persönlich mit dem französischen Kaiser zusammen und erhielt von diesem die unverbindliche Zusage, dass seine Unternehmungen in Algerien unter dem Schutz der französischen Regierung stehen würden. 1866 wurde er nach dem Ende des Preussisch-Österreichischen Krieges von Augusta, der Frau des preussischen Königs und nachmaligen deutschen Kaisers Wilhelm I., zu den Siegesfeierlichkeiten nach Berlin eingeladen und dort ehrenvoll empfangen. Er konnte hier erleben, wie bei der Siegesparade der preussischen Armee Fahnen mit dem Roten Kreuz neben der Nationalflagge gezeigt wurden.

### 1867–1895: Sozialer Abstieg und Vergessenheit

#### Bankrott

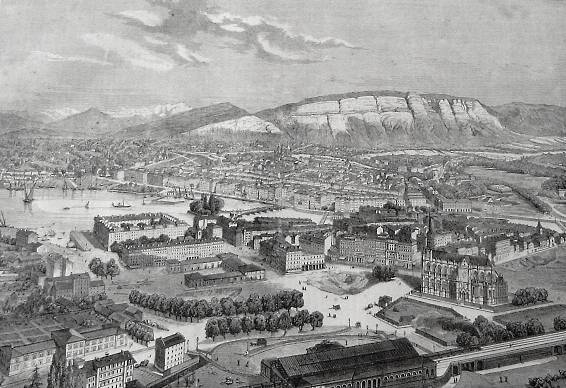
Panorama der Stadt Genf um 1860, die Henry Dunant wenige Jahre später für immer verliess

Das Jahr 1865 war in Algerien durch eine Serie katastrophaler Ereignisse gekennzeichnet: Nach kriegerischen Auseinandersetzungen folgten eine Cholera-Epidemie, eine Heuschreckenplage, Erdbeben, eine Dürre und schliesslich ein aussergewöhnlich harter Winter. Aufgrund dessen verschlechterte sich Dunants geschäftliche Situation zusehends, zu einem nicht unwesentlichen Teil allerdings auch, weil er sie wegen seines Einsatzes für seine Ideen vernachlässigt hatte. Im April 1867 erfolgte die Auflösung der an seinen Unternehmungen beteiligten Finanzierungsgesellschaft Crédit Genevois. Seine Mitgliedschaft im Verwaltungsrat dieser Gesellschaft führte zu einem Skandal. Er war gezwungen, Konkurs anzumelden, wovon auch seine Familie und Freunde aufgrund ihrer Investitionen in seine Unternehmungen erheblich betroffen waren. Am 17. August 1868 wurde er vom Genfer Handelsgericht wegen betrügerischen Konkurses verurteilt. Aufgrund der damaligen gesellschaftlichen Zwänge führte dieser wirtschaftliche Absturz auch zu Forderungen, aus dem Internationalen Komitee auszuscheiden. Am 25. August 1867 trat Dunant als Sekretär des Komitees zurück, am 8. September wurde er vollständig aus dem Komitee ausgeschlossen. Wesentlichen Anteil an diesem Ausschluss hatte erneut Moynier, der 1864 die Präsidentschaft des Komitees übernommen hatte.
Am 2. Februar 1868 starb Dunants Mutter. Im weiteren Verlauf des Jahres wurde er auch aus dem CVJM ausgeschlossen. Bereits im März 1867 hatte er Genf verlassen und sollte seine Heimatstadt nach dem auf seine Verurteilung folgenden endgültigen Ausstoss aus der Genfer Gesellschaft bis zu seinem Tod nicht mehr wiedersehen. Moynier nutzte in der Folgezeit wahrscheinlich seine Beziehungen und seinen Einfluss mehrfach, um zu verhindern, dass Dunant von Freunden und Unterstützern aus verschiedenen Ländern finanzielle Hilfe erhielt. Die Goldmedaille der Sciences Morales der Pariser Weltausstellung im Jahr 1867 wurde aufgrund von Bemühungen Moyniers beispielsweise nicht wie ursprünglich vorgesehen an Dunant, sondern zu gleichen Teilen an Moynier, Dufour und Dunant verliehen, so dass das Preisgeld an das Internationale Komitee überwiesen wurde. Ein Angebot des französischen Kaisers Napoléon III., die Hälfte der Schulden Dunants zu übernehmen, wenn dessen Freunde für die andere Hälfte aufkämen, scheiterte ebenfalls an Moyniers Einfluss.
Dunant siedelte, nachdem er Genf verlassen hatte, nach Paris über, wo er in ärmlichen Verhältnissen lebte. Er versuchte jedoch auch hier, sich entsprechend seinen Vorstellungen und Ideen zu betätigen. Im Deutsch-Französischen Krieg 1870/1871 gründete er eine Allgemeine Fürsorgegesellschaft und kurz darauf eine Allgemeine Allianz für Ordnung und Zivilisation. Deren Ziel war die Verminderung der Zahl bewaffneter Konflikte und des Ausmasses von Gewalt und Unterdrückung, indem durch Bildung die moralischen und kulturellen Standards der einfachen Bürger der Gesellschaft verbessert werden sollten. Darüber hinaus setzte sich die Allianz für den Schutz von Arbeitern vor unbeschränkter Ausbeutung durch ihre Arbeitgeber ein, ebenso wie vor dem aus Sicht der Allianz atheistischen und korrumpierenden Einfluss der 1864 in London gegründeten Internationalen Arbeiterassoziation. Dunant forderte während seines Werbens für die Ziele der Allgemeinen Allianz unter anderem Abrüstungsverhandlungen und die Einrichtung eines Internationalen Gerichtshofes zur Vermittlung bei zwischenstaatlichen Konflikten, um diese ohne Gewaltanwendung friedlich beizulegen.

#### Einsatz zugunsten Kriegsgefangener
Während des ersten Kongresses der Allgemeinen Allianz für Ordnung und Zivilisation 1872 in Paris wurde ein Artikel Dunants zur Behandlung von Kriegsgefangenen verlesen. Diesen Artikel hatte er bereits 1867 für die erste Rotkreuz-Konferenz geschrieben, auf der dieser Beitrag jedoch nicht diskutiert worden war. Nachdem seine Vorschläge mit Begeisterung von den Anwesenden aufgenommen worden waren, versuchte Dunant auf einer Reise nach England, Unterstützung für eine internationale Konferenz zur Frage der Kriegsgefangenen zu gewinnen. Er hielt Reden vor Mitgliedern der englischen Social Science Association, einer der Allgemeinen Allianz in ihren Zielen vergleichbaren Vereinigung, unter anderem am 6. August 1872 in London und am 11. September des gleichen Jahres in Plymouth. Während seines Auftrittes in Plymouth brach er aufgrund eines Schwächeanfalls zusammen.
Erneut stiessen seine Vorschläge auf grosse Zustimmung und Begeisterung. Kurz nachdem auch Napoléon III. erneut seine Unterstützung zugesagt hatte, starb dieser am 9. Januar 1873 während einer Gallensteinoperation. Im Februar 1874 wurde Dunant auf dem ersten Kongress der in Paris neugegründeten Gesellschaft für die Verbesserung der Bedingungen der Kriegsgefangenen zu deren Internationalem Sekretär ernannt. Die Gesellschaft plante für den Mai des gleichen Jahres die Durchführung einer diplomatischen Konferenz und bat Dunant, bei den Vorbereitungen in Paris zu helfen. Auf Initiative des russischen Zaren Alexander II. kam es jedoch stattdessen im Juli und August 1874 in Brüssel zu einer entsprechenden Konferenz. Aufgrund von Diskussionen um einen Entwurf der russischen Regierung für eine Erweiterung der Genfer Konvention erhielten Dunants Vorschläge zugunsten der Kriegsgefangenen nicht genug Aufmerksamkeit von den Teilnehmern. Die Brüsseler Konferenz endete letztendlich ohne eine Änderung der Genfer Konvention oder konkrete Beschlüsse zur Frage der Kriegsgefangenen. Während Moynier als Präsident des Internationalen Komitees mit dem Ergebnis zufrieden war, da er ein Scheitern der Genfer Konvention befürchtet hatte, war Dunant vom Ausgang der Konferenz enttäuscht.

#### Leben in Armut
In der Folgezeit warb er weiter für die Ziele der Allgemeinen Allianz. Er schrieb Artikel und hielt Vorträge, nun unter anderem auch zum Befreiungskampf der Sklaven in Nordamerika. Ferner regte er zusammen mit dem Italiener Max Gracia die Gründung einer Weltbibliothek an – eine Idee, die etwa 100 Jahre später durch die UNESCO aufgegriffen wurde. Zu seinen weiteren, teils visionären Ideen aus dieser Zeit gehörte die Gründung eines Staates Israel. Mit dem Engagement für seine Ideen vernachlässigte er seine persönlichen Angelegenheiten und verschuldete sich weiter. Aufgrund seiner Schulden wurde er von der Umgebung gemieden. Auch von der Rotkreuzbewegung, die sich in dieser Zeit durch Gründung nationaler Gesellschaften in vielen Ländern weiter ausbreitete, wurde er nahezu vergessen, auch wenn ihn die nationalen Rotkreuz-Gesellschaften Österreichs, Hollands, Schwedens, Preussens und Spaniens zum Ehrenmitglied ernannten. Die Zeit in Paris in den Jahren während des Deutsch-Französischen Krieges und der innenpolitischen Auseinandersetzungen nach der Gründung der Dritten Französischen Republik wurde zu einem weiteren Wendepunkt in Dunants Leben. Er zog sich noch weiter aus der Öffentlichkeit zurück und entwickelte eine ausgeprägte Menschenscheu, die sein Verhalten bis zu seinem Lebensende entscheidend prägte.
Dunant führte in den folgenden Jahren ein einsames Leben in materiellem Elend, zwischen 1874 und 1886 unter anderem in Stuttgart, Rom, Korfu, Basel und Karlsruhe. Nur wenige Details zu seinem Leben sind aus dieser Zeit bekannt. Vor dem völligen Absturz bewahrten ihn die finanzielle Unterstützung von Freunden sowie gelegentliche Tätigkeiten, mit denen ihm Bekannte und Gönner einen kleinen Verdienst ermöglichten. Zu diesen Unterstützern zählten unter anderem der amerikanische Bankier Charles Bowles, der als Delegierter an der diplomatischen Konferenz 1864 teilgenommen hatte, Jean-Jacques Bourcart, ein Geschäftsmann aus dem Elsass, sowie Max Gracia, der Dunant unter anderem auch bei Auseinandersetzungen mit seinen Gläubigern half. Auch Léonie Kastner-Boursault, die Witwe des Komponisten und Musikschriftstellers Jean-Georges Kastner, half Dunant wiederholt in schwierigen Situationen. So betraute sie ihn mit der Aufgabe, die Vermarktung des Pyrophons zu übernehmen, eines von ihrem Sohn Frédéric Kastner erfundenen Musikinstrumentes. Auch wenn Dunant damit keinen Erfolg hatte, so bewahrte ihn diese Tätigkeit und eine längere Italien-Reise zusammen mit Léonie Kastner-Boursault in der Zeit von 1875 bis zum Beginn der 1880er Jahre vor einem Leben in völliger Armut. In Stuttgart lernte er 1877 den Tübinger Studenten Rudolf Müller kennen, mit dem ihn später eine enge Freundschaft verband.

#### Heiden

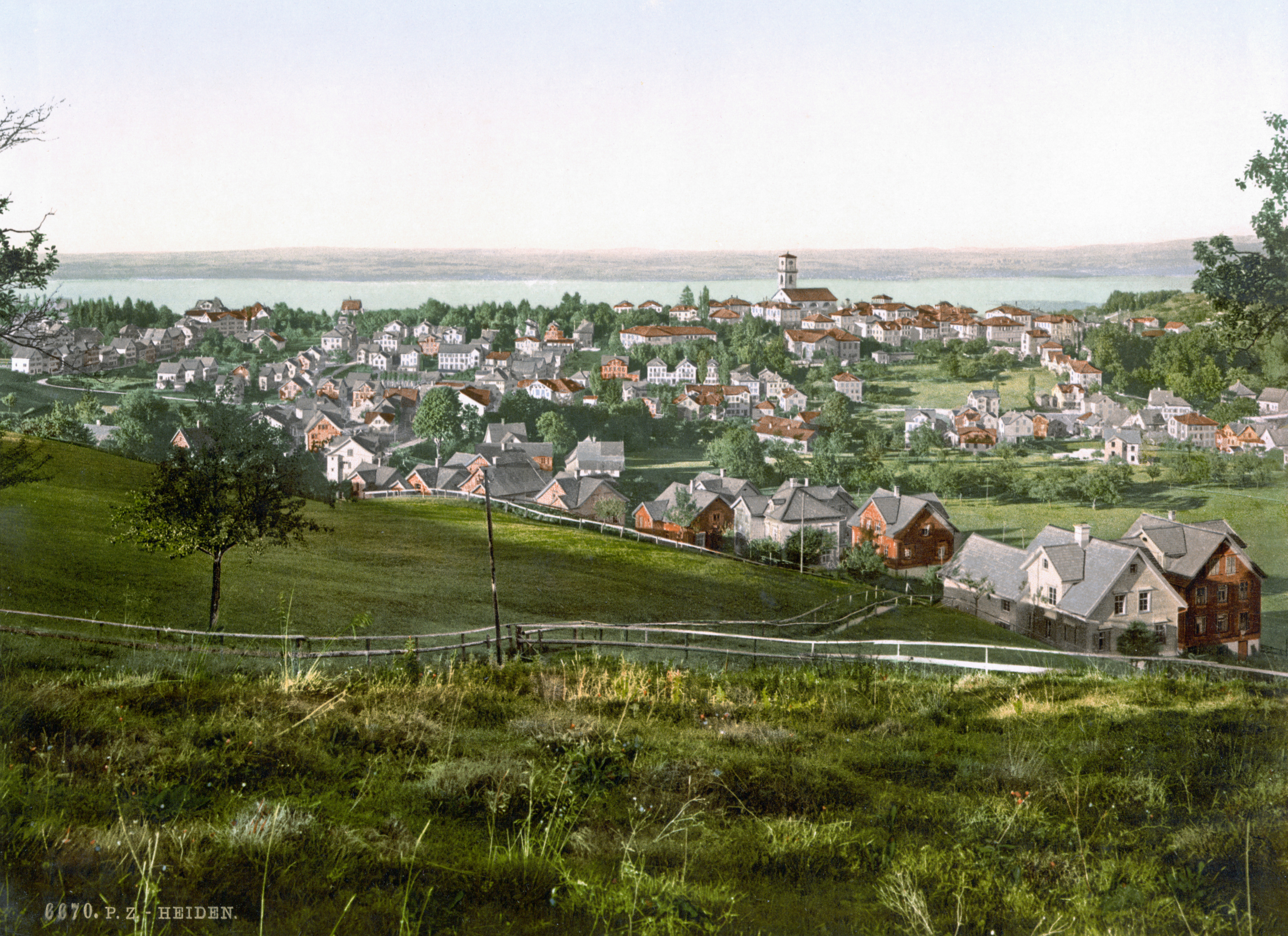
Das Dorf Heiden um 1900, in dem Henry Dunant seinen Lebensabend verbrachte

1881 kam Dunant, in Begleitung von Freunden aus Stuttgart, erstmals in das Schweizer Dorf Heiden im Appenzellerland. Ab 1887 erhielt er, zu der Zeit in London lebend, von seinen Angehörigen eine kleine monatliche finanzielle Unterstützung. Da ihm diese einen zwar bescheidenen, aber dennoch sicheren Lebensstil ohne Armut ermöglichte, liess er sich im Juli des gleichen Jahres endgültig in Heiden im Gasthof «Paradies» der Familie Stähelin nieder. Nachdem die Familie die Pension einige Jahre später verkaufte und in die nahegelegene Gemeinde Trogen zog, wohnte er ab Ende 1890 im dortigen Hotel «Lindenbühl», ohne sich jedoch wohlzufühlen. Schon nach etwas mehr als einem Jahr kehrte er nach Heiden zurück und lebte ab dem 30. April 1892 im Spital des Ortes, das vom Arzt Hermann Altherr geleitet wurde. Hier verbrachte er völlig zurückgezogen seinen in den folgenden Jahren zunehmend von religiös-mystischen Gedanken und prophetischen Vorstellungen geprägten Lebensabend. Zu den Gründen für die Wahl Heidens zählte neben der Abgeschiedenheit und dem guten Ruf als Kur- und Erholungsort auch der Blick vom hochgelegenen Ort auf den Bodensee, eine Aussicht, die Dunant an seine Heimatstadt und den Genfersee erinnerte und die er während seiner Spaziergänge sehr schätzte.
Bereits kurz nach seiner Ankunft freundete er sich mit dem jungen Lehrer Wilhelm Sonderegger und dessen Frau Susanna an. Auf Drängen Sondereggers begann er auch, seine Lebenserinnerungen niederzuschreiben. Sondereggers Frau regte die Gründung einer Sektion des Roten Kreuzes in Heiden an, eine Idee, von der Dunant ausserordentlich angetan war. 1890 wurde er Ehrenpräsident des am 27. Februar des gleichen Jahres gegründeten Heidener Rotkreuz-Vereins. Er verband mit der Freundschaft zu Sonderegger und dessen Frau grosse Hoffnungen und Erwartungen hinsichtlich der Weiterverbreitung seiner Ideen, insbesondere in Form einer Neuauflage seines Buches. Die Freundschaft litt jedoch später stark unter ungerechtfertigten Anschuldigungen Dunants, dass Sonderegger mit Moynier in Genf gemeinsame Sache machen würde. Der frühe Tod Sondereggers 1904 im Alter von nur 42 Jahren belastete Dunant trotz der bestehenden tiefen Spannungen zwischen beiden stark. Die Verehrung der Sondereggers für Dunant, die sie auch nach den Vorwürfen Dunants empfanden, übertrug sich später auch auf ihre Kinder. Ihr Sohn René veröffentlichte im Jahr 1935 Briefe Dunants aus dem Nachlass des Vaters.

### 1895–1901: Wiederentdeckung und Anerkennung

#### Spätes Erinnern
Im September 1895 verfasste Georg Baumberger, Chefredakteur der Zeitung Die Ostschweiz aus St. Gallen, einen Artikel über den Rotkreuz-Gründer, mit dem er bei einem Spaziergang in Heiden im August zufällig ins Gespräch gekommen war. Dieser Artikel mit dem Titel Henri Dunant, der Begründer des Roten Kreuzes erschien in der deutschen Illustrierten Über Land und Meer, Nachdrucke fanden sich innerhalb weniger Tage in ganz Europa. Man erinnerte sich an ihn, und er erhielt Sympathiebekundungen und Unterstützung aus der ganzen Welt. Er gelangte nun auch wieder in das Bewusstsein der breiten Öffentlichkeit als Gründer der Rotkreuz-Bewegung, wenn auch das Internationale Komitee in Genf weiterhin jeden Kontakt zu ihm vermied. Dunant erhielt in dieser Zeit unter anderem vom Schweizer Bundesrat den Binet-Fendt-Preis und vom damaligen Papst Leo XIII. Anerkennung in Form eines Bildes mit persönlicher Widmung. Dank einer jährlichen Rente der russischen Zarenwitwe und Kaiserinmutter Maria Feodorowna und anderer Geldzuwendungen besserte sich die finanzielle Lage Dunants schnell.
In der 1897 von Rudolf Müller, nun Gymnasialprofessor in Stuttgart, im Verlag Greiner & Pfeiffer veröffentlichten Entstehungsgeschichte des Roten Kreuzes und der Genfer Konvention wurde Dunants Rolle als Gründer des Roten Kreuzes erstmals seit seinem Rückzug aus dem Internationalen Komitee wieder angemessen gewürdigt. Das Buch enthielt auch eine gekürzte deutschsprachige Neuausgabe von Eine Erinnerung an Solferino.

#### Veröffentlichung weiterer Schriften

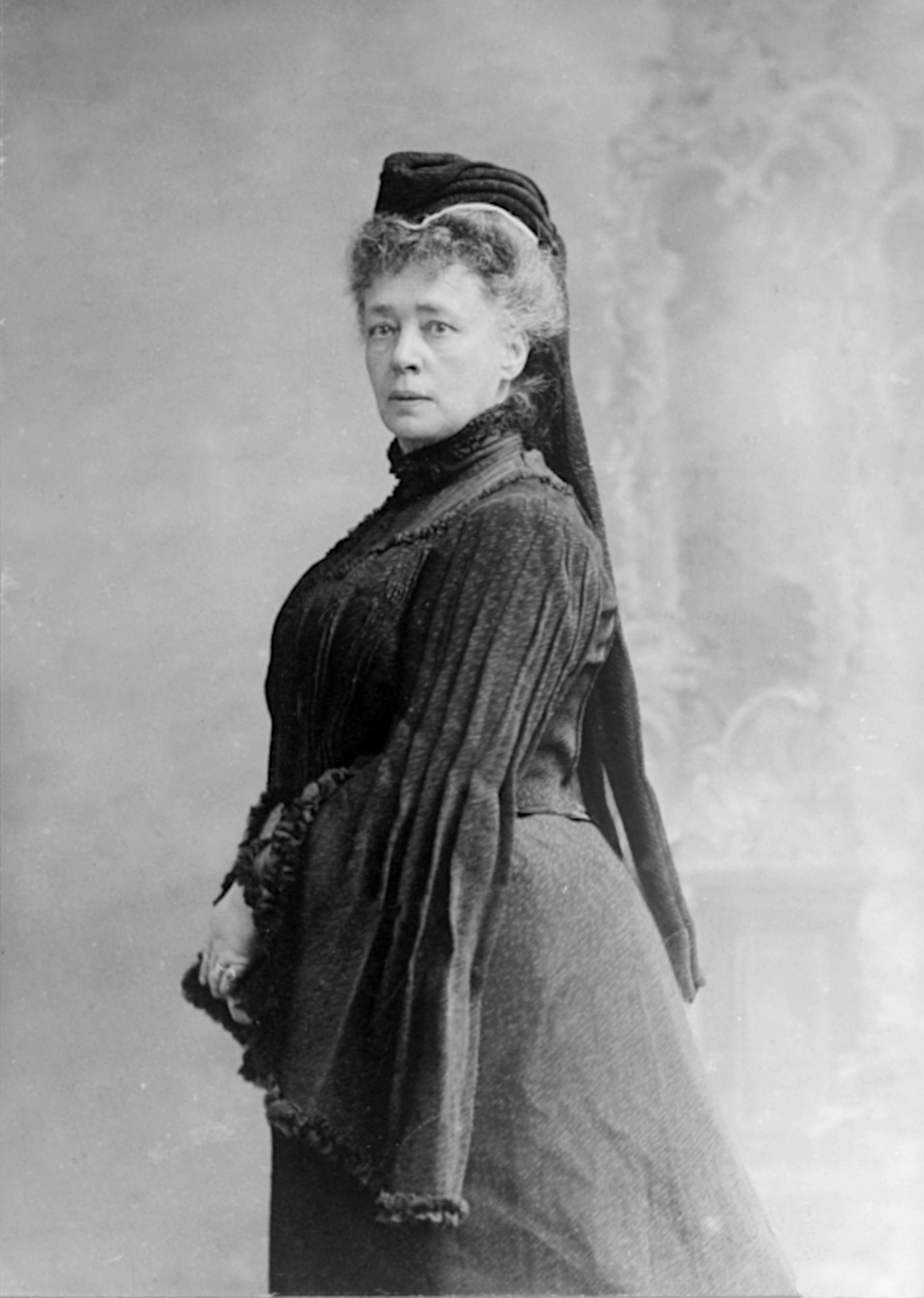
Bertha von Suttner

Dunant selbst stand in dieser Zeit in einem Briefwechsel mit der österreichischen Pazifistin Bertha von Suttner, nachdem sie ihn in Heiden persönlich besucht hatte. Er verfasste auf ihre Anregung hin zahlreiche Artikel und Schriften, unter anderem in der von ihr herausgegebenen Zeitschrift Die Waffen nieder! einen Aufsatz unter dem Titel An die Presse. Darüber hinaus veröffentlichte er unter den Titeln Kleines Arsenal gegen den Militarismus beziehungsweise Kleines Arsenal gegen den Krieg auch Auszüge aus bisher unveröffentlichten Manuskripten.
Beeindruckt vom Wirken Bertha von Suttners und Florence Nightingales gelangte er in dieser Zeit zu der Überzeugung, dass Frauen bei der Verwirklichung eines dauerhaften Friedens eine sehr viel grössere Rolle spielen würden als Männer. Eigennutz, Militarismus und Brutalität sah er in diesem Zusammenhang als typisch männliche Prinzipien, während er den Frauen Nächstenliebe, Einfühlungsvermögen und das Streben nach einer gewaltfreien Konfliktlösung zusprach. Basierend auf dieser Sichtweise setzte er sich auch verstärkt für die Gleichberechtigung der Frauen ein. 1897 regte er unter dem Namen «Grünes Kreuz» die Gründung eines internationalen Frauenhilfsbundes an.
Im Februar 1899 erschien im Vorfeld der ersten Haager Friedenskonferenz in der Deutschen Revue der Aufsatz Der Vorschlag Seiner Majestät des Kaisers Nikolaus II. Dies war Dunants letzter nennenswerter Versuch, zugunsten der damaligen Friedensbemühungen öffentlich Einfluss zu nehmen.

#### Friedensnobelpreis

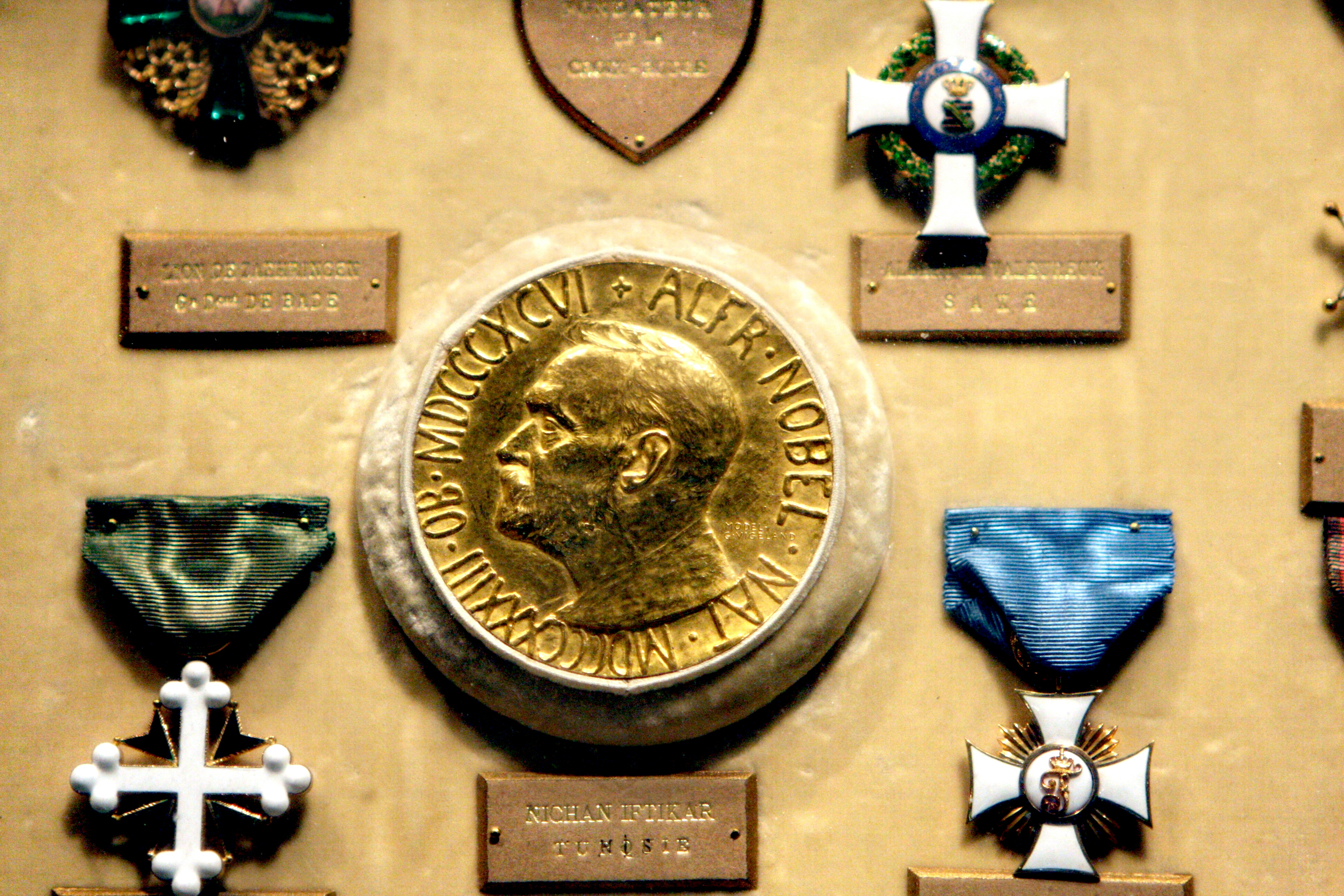
Die Medaille des an Henry Dunant verliehenen Friedensnobelpreises (Mitte)

Im Jahr 1901 erhielt Dunant für die Gründung des Roten Kreuzes und die Initiierung der Genfer Konvention den erstmals verliehenen Friedensnobelpreis. Mit folgendem Telegramm, das ihn am 10. Dezember dieses Jahres erreichte, teilte ihm das Nobelkomitee in Oslo die Entscheidung mit:

«An Henry Dunant, Heiden. Das Nobelkomitee des norwegischen Parlaments hat die Ehre, Ihnen mitzuteilen, dass es den Friedensnobelpreis 1901 je zur Hälfte an Sie, Henry Dunant, und an Frédéric Passy verliehen hat. Das Komitee sendet seine Ehrerbietung und seine aufrichtigen Wünsche.»

Als Fürsprecher Dunants beim Nobelkomitee wirkte dabei der norwegische Militärarzt Hans Daae, dem Rudolf Müller ein Exemplar seines Buches zugeschickt hatte. Gemeinsam mit Dunant wurde der französische Pazifist Frédéric Passy mit dem Preis ausgezeichnet, der Gründer der ersten Friedensliga in Paris 1867 und mit Dunant gemeinsam in der Allianz für Ordnung und Zivilisation tätig. Die Glückwünsche, die ihm anlässlich der Preisverleihung vom Internationalen Komitee offiziell übermittelt wurden, bedeuteten nach 34 Jahren die späte Rehabilitierung und waren für ihn als Anerkennung seiner Verdienste für die Entstehung des Roten Kreuzes wichtiger als alle anderen Auszeichnungen, Preise, Ehrungen und Sympathiebekundungen. Für die Rotkreuz-Bewegung bedeutete der Preis eine wichtige Anerkennung ihrer Arbeit und der Bedeutung der Genfer Konvention in einer Atmosphäre stetig steigender Kriegsgefahr durch eine Verschärfung internationaler Spannungen sowie eine zunehmende militärische Aufrüstung.
Sowohl Moynier als auch das Internationale Komitee waren ebenfalls für den Preis nominiert worden. Obwohl Dunant von einer ausgesprochen breiten Auswahl an Unterstützern vorgeschlagen worden war – darunter drei Professoren aus Brüssel und sieben Professoren aus Amsterdam, 92 Abgeordnete des schwedischen und 64 Abgeordnete des württembergischen Parlaments, zwei Minister der norwegischen Regierung sowie das Internationale Friedensbüro –, war er als Kandidat für den Preis nicht unumstritten. Man war geteilter Meinung über die Wirkung des Roten Kreuzes und der Genfer Konvention auf den Krieg: machten sie den Krieg nicht eher attraktiv und damit wahrscheinlicher, weil sie ihm einen Teil des mit Krieg verbundenen Leids und Schreckens nahmen? Rudolf Müller hatte sich in einem langen Brief an das Nobelkomitee für die Preisverleihung an Dunant ausgesprochen und dabei den Vorschlag unterbreitet, den Preis zwischen Frédéric Passy, der ursprünglich als alleiniger Preisträger vorgesehen war, und Dunant zu teilen. Da eine Verleihung des Preises an Dunant in späteren Jahren diskutiert wurde, verwies er dabei auch auf das fortgeschrittene Alter Dunants und dessen Gesundheitszustand.
Die gemeinsame Verleihung des Preises an Passy und Dunant erfolgte auch vor dem Hintergrund einiger Differenzen, die damals trotz vieler Gemeinsamkeiten zwischen der Friedensbewegung und der Rotkreuzbewegung bestanden. Bereits mit der Entscheidung zur Teilung des ersten Friedensnobelpreises zwischen Passy, einem Pazifisten traditioneller Prägung und dem bekanntesten Vertreter der damaligen Friedensbewegung, und dem Humanisten Dunant, schuf das Nobelkomitee damit zwei wesentliche Kategorien von Gründen für die Verleihung, denen sich viele der späteren Preisträger zuordnen lassen. Auf der einen Seite steht die Verleihung an Menschen und später auch an Organisationen, die sich der Friedensarbeit im direkten Sinne widmeten und damit dem Teil des Testament Nobels entsprachen, der den Preis vorsieht für denjenigen, «der am meisten oder am besten für … die Abschaffung oder Verminderung der stehenden Heere sowie für die Bildung und Verbreitung von Friedenskongressen (gewirkt hat)». Andererseits wurde, in der Tradition der Preisverleihung an Dunant, der Preis in der Folgezeit auch vergeben für herausragende Leistungen im humanitären Bereich. Dies folgt einer Argumentation, die humanitäres Wirken letztendlich auch als friedensstiftend ansieht und sich dabei auf eine breite Auslegung desjenigen Teils des Testament Nobels beruft, der den Preis bestimmt für den, «der am meisten oder am besten für die Verbrüderung der Völker gewirkt hat».
Hans Daae gelang es, Dunants Anteil des Preisgeldes in Höhe von 104.000 Schweizer Franken bei einer norwegischen Bank zu verwahren und so vor dem Zugriff durch dessen Gläubiger zu schützen. Dunant selbst tastete das Geld zeit seines Lebens nicht an.

### Lebensende

#### Letzte Lebensjahre

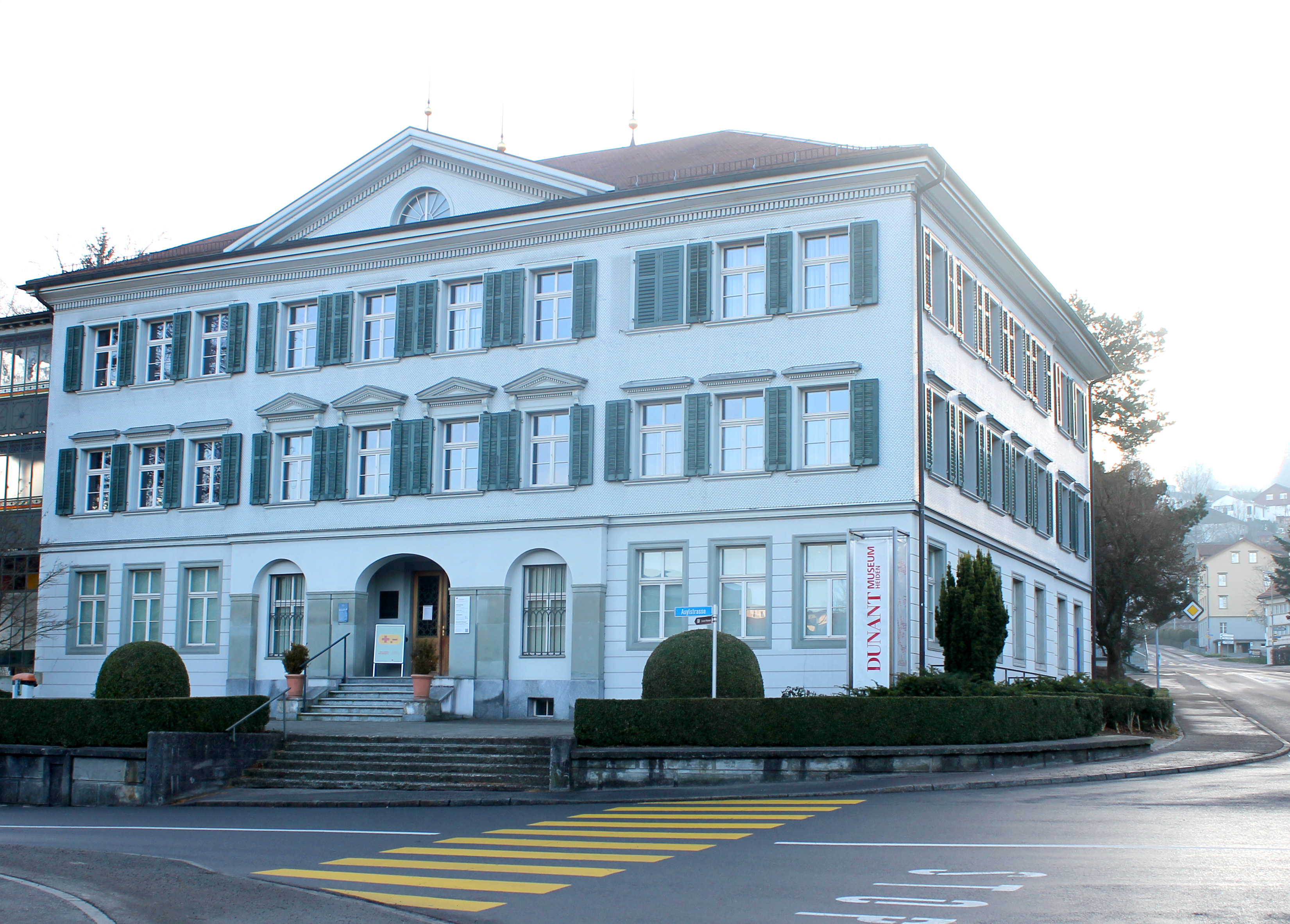
In diesem Gebäude in Heiden starb Henry Dunant am 30. Oktober 1910. Heute befindet sich ein Museum zu seinem Gedenken in dem ehemaligen Spital.

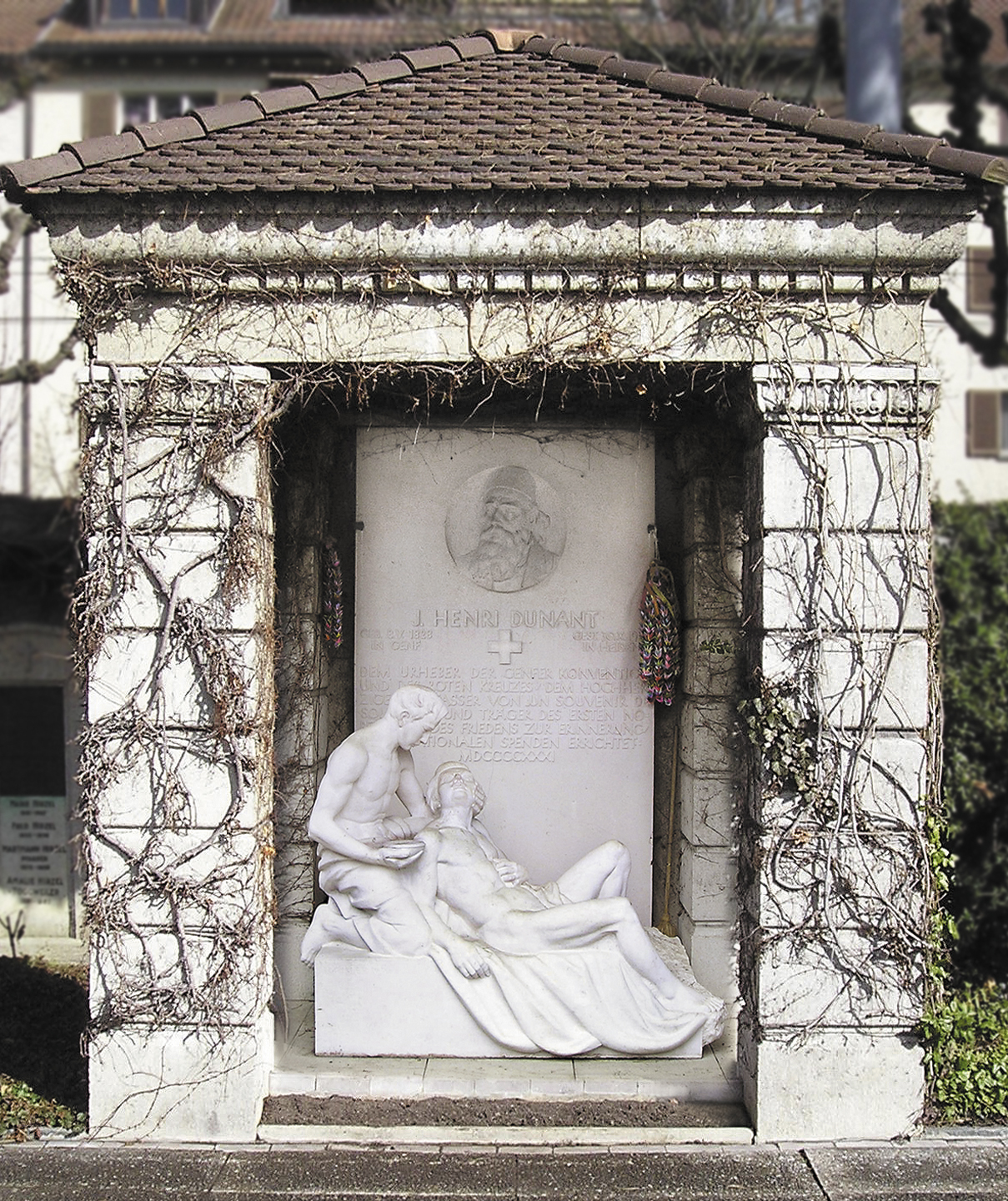
Grab von J. Henri Dunant

Neben einigen anderen Ehrungen, die ihm in den folgenden Jahren noch zuteilwurden, erhielt Dunant 1903 zusammen mit Gustave Moynier die Ehrendoktorwürde der Medizinischen Fakultät der Universität Heidelberg. Zu einer Aussöhnung mit Moynier kam es aber nicht mehr. Dunant lebte bis zu seinem Tod weiter im Spital in Heiden. Die letzten Jahre seines Lebens verbrachte er zunehmend in Depressionen. Bis an sein Lebensende fühlte er sich dadurch belastet, dass ihm eine vollständige Begleichung seiner Schulden nicht möglich war. Er litt unter Angst vor Verfolgung durch seine Gläubiger und seinen Widersacher Moynier. Es gab Tage, an denen der Koch des Spitals die Speisen für Dunant vor dessen Augen vorkosten musste.
In seinen letzten Lebensjahren verachtete Dunant jegliche religiösen Institutionen und sagte sich vom Calvinismus wie von jeder anderen Form organisierter Religion los, sah sich aber weiterhin mit dem christlichen Glauben verbunden.

#### Tod
Den Angaben der ihn betreuenden Krankenschwestern zufolge war die letzte bewusste Handlung in Dunants Leben, dass er eine Ausgabe des Buchs Rudolf Müllers zusammen mit einer persönlichen Widmung an die italienische Königin Elena verschickte. Er starb in den Abendstunden des 30. Oktober 1910 gegen 22 Uhr und überlebte Moynier damit um etwa zwei Monate. Seine letzten Worte waren an Hermann Altherr gerichtet: «Ah, que ça devient noir!» («Wie finster wird es um mich her!»)

«Ich wünsche zu Grabe getragen zu werden wie ein Hund, ohne eine einzige von euren Zeremonien, die ich nicht anerkenne. Ich rechne auf eure Güte zuversichtlich, über meinen letzten irdischen Wunsch zu wachen. Ich zähle auf eure Freundschaft, dass es so geschehe. Ich bin ein Jünger Christi wie im ersten Jahrhundert, und sonst nichts.»

Gemäss diesen 1890 in einem Brief an Wilhelm Sonderegger formulierten Worten, für die in vielen Darstellungen seines Lebens fälschlicherweise sein Testament als Quelle genannt wird, wurde er drei Tage später unauffällig und ohne Trauerfeier auf dem Friedhof Sihlfeld in der Stadt Zürich bestattet. Zu den wenigen anwesenden Trauergästen zählten neben Hermann Altherr und Rudolf Müller einige Abgesandte von Rotkreuz-Vereinen aus der Schweiz und Deutschland sowie seine aus Genf angereisten Neffen. Am 9. Mai 1931 wurde in einer Weihefeier das vom Zürcher Bildhauer Hans Gisler geschaffene Grabdenkmal enthüllt.

#### Testament
Am 2. Mai und am 27. Juli 1910 hatte Dunant sein Testament verfasst. Damit stiftete er von dem bescheidenen Vermögen, das er zum Zeitpunkt seines Todes aufgrund des Nobelpreisgeldes und zahlreicher Spenden besass, ein Freibett im Spital in Heiden für die Kranken unter den armen Bürgern des Ortes. Darüber hinaus liess er einigen seiner engsten Freunde, unter anderem Rudolf Müller, Hermann Altherr und dessen Frau, sowie Mitarbeitern des Heidener Spitals, kleinere Geldsummen als Dank zukommen. Den Rest spendete er je zur Hälfte an gemeinnützige Organisationen in Norwegen und in der Schweiz und übertrug seinem Testamentsvollstrecker die Vollmacht, über die Auswahl der Empfänger zu entscheiden.
Alle Bücher, Notizen, Briefe und sonstigen Schriftstücke in seinem Besitz sowie seine Auszeichnungen überliess er seinem in Genf lebenden Neffen Maurice Dunant. Sein für die Forschung aufschlussreicher Briefwechsel mit Rudolf Müller, der in über 500 Briefen insbesondere Erkenntnisse über Dunants Lebens ab 1877 erbrachte, wurde 1975 veröffentlicht.

## Rezeption und Nachwirkung

### Lebenswerk

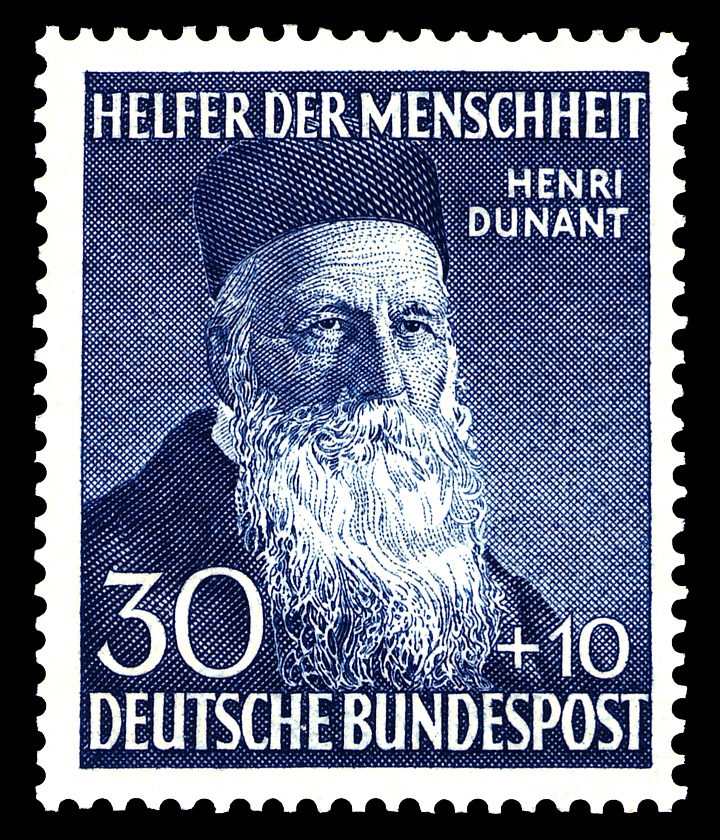
Briefmarke (1952) aus der Serie Helfer der Menschheit

Die Tatsache, dass fast alle Ideen Henry Dunants im Laufe der Zeit realisiert wurden und zum grossen Teil noch heute relevant sind, zeigt, dass er mit vielen seiner Visionen seiner Zeit voraus war. Dies gilt neben der Begründung der Internationalen Rotkreuz- und Rothalbmond-Bewegung und der Ausweitung der Aktivitäten des Internationalen Komitees auf die Kriegsgefangenen unter anderem auch für den Weltbund des Christlichen Vereins junger Männer, für die Gründung des Staates Israel, für die Schaffung einer Organisation zur Pflege des kulturellen Erbes der Menschheit in Form der UNESCO sowie für seinen Einsatz für die Befreiung der Sklaven in Nordamerika und für die rechtliche Gleichstellung der Frauen. Bei der Bewertung seiner Verdienste um die Gründung des Roten Kreuzes ist jedoch auch die Rolle seines Widersachers Gustave Moynier zu berücksichtigen. Dunant hatte durch sein Buch, sein charismatisches Auftreten und seine Aktivitäten im Vorfeld der Genfer Konferenz von 1863 zweifelsohne entscheidenden Anteil am Zustandekommen des Internationalen Komitees und der Genfer Konvention. In der Entstehungsgeschichte des Roten Kreuzes war er damit der Idealist, ohne dessen Ideen die historische Entwicklung nach der Schlacht von Solferino höchstwahrscheinlich einen anderen Verlauf genommen hätte. Erst seine zufällige Anwesenheit am Ort einer kriegerischen Auseinandersetzung wie viele andere der damaligen Zeit, die Verarbeitung seiner Erlebnisse in einem Buch und die darin durch ihn entwickelten Vorschläge gaben dem Ort Solferino und dem Jahr 1859 ihren heutigen Platz in der Geschichte. Auf der anderen Seite wäre dieser Erfolg kaum möglich gewesen ohne das pragmatische Wirken Moyniers, der zudem wesentlich für die Weiterentwicklung des Komitees nach seiner Gründung und die Ausweitung der Rotkreuz-Bewegung und ihrer Aktivitäten verantwortlich war.
Wie sehr die Kombination aus dem Wirken beider Männer zum Erfolg beigetragen hatte, den das Rote Kreuz und die Genfer Konvention aus historischer Sicht darstellen, zeigte das Schicksal der Vorschläge Dunants zur Frage der Kriegsgefangenen. Rund zehn Jahre nach der Gründung des Internationalen Komitees und der Verabschiedung der Genfer Konvention wies die Entwicklung seines Einsatzes für die Kriegsgefangenen zunächst einige Parallelen zu den Ereignissen in den Jahren 1863 und 1864 auf. Auch wenn das letztendliche Scheitern mehrere Gründe hatte, so die Konkurrenz durch Alexander II. und dessen Brüsseler Konferenz von 1874, hätte eine erneute Zusammenarbeit Dunants und Moyniers möglicherweise mehr Erfolg gehabt. Eine juristische Lösung der Behandlung der Kriegsgefangenen wurde in Ansätzen erst 25 Jahre später in der Haager Landkriegsordnung von 1899 und 1907 sowie in vollem Umfang erst Jahrzehnte nach den Toden Dunants und Moyniers durch die Genfer Kriegsgefangenen-Konvention von 1929 beziehungsweise 1949 verwirklicht. Die Sichtweise, die Dunant und Moynier gleichermassen einen eigenen Anteil an der Entstehung der Rotkreuz-Bewegung zuweist und sowohl Dunants als auch Moyniers Wirken als Voraussetzung des Erfolges sieht, wird jedoch von einigen Autoren auch in Frage gestellt. Deren Meinung zufolge wären beide hinsichtlich ihrer Ideale und Charaktereigenschaften so verschieden gewesen, dass eine substantielle Zusammenarbeit für ein gemeinsames Ziel mit sich gegenseitig ergänzenden Aktivitäten praktisch ausgeschlossen gewesen sei. Eine entsprechende Darstellung der Geschichte des Roten Kreuzes basiert dieser Ansicht nach vielmehr auf Versuchen zur Beschönigung der Rolle Moyniers.

### Auszeichnungen und Würdigung

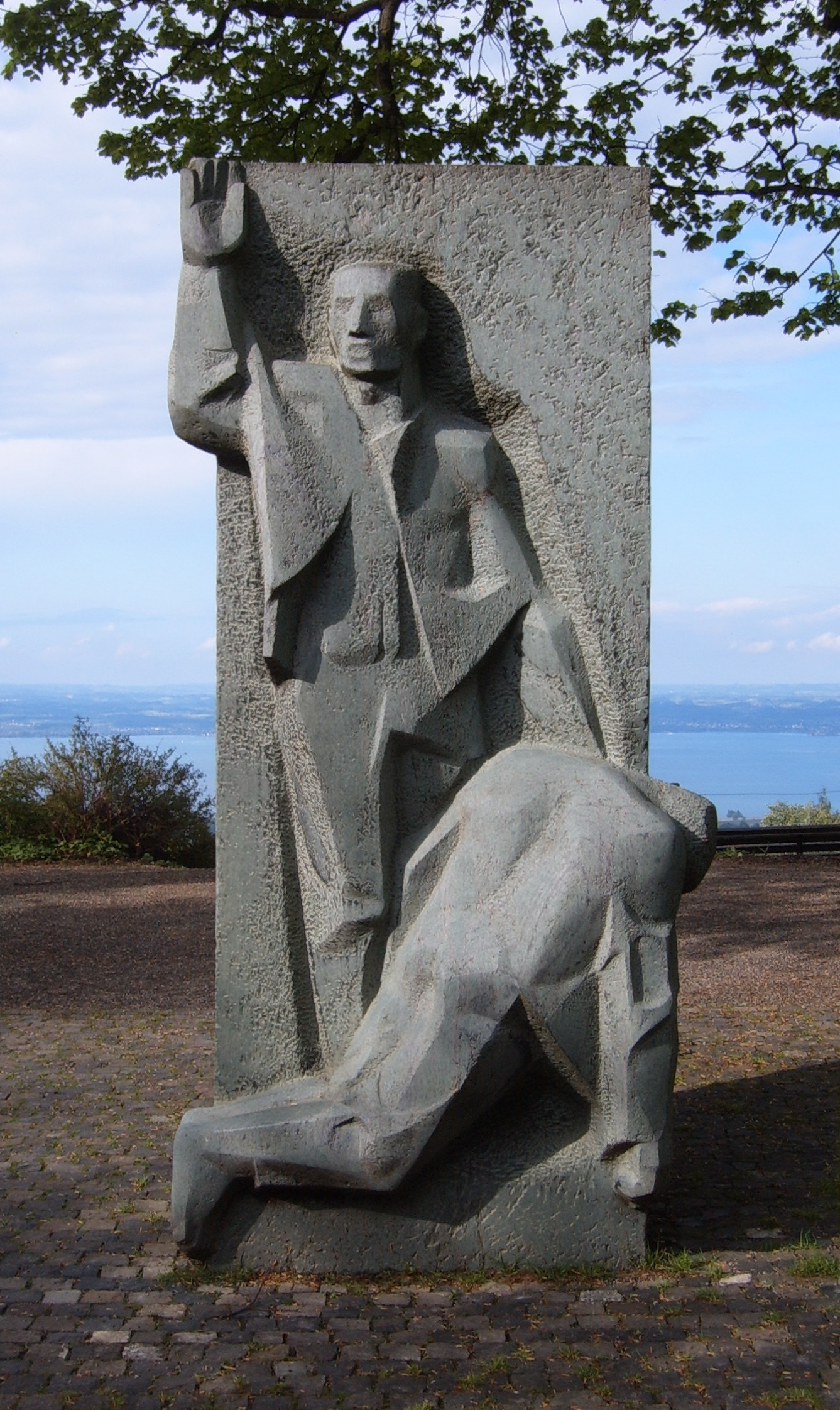
Henry-Dunant-Denkmal in Heiden, mit Aussicht auf den Bodensee

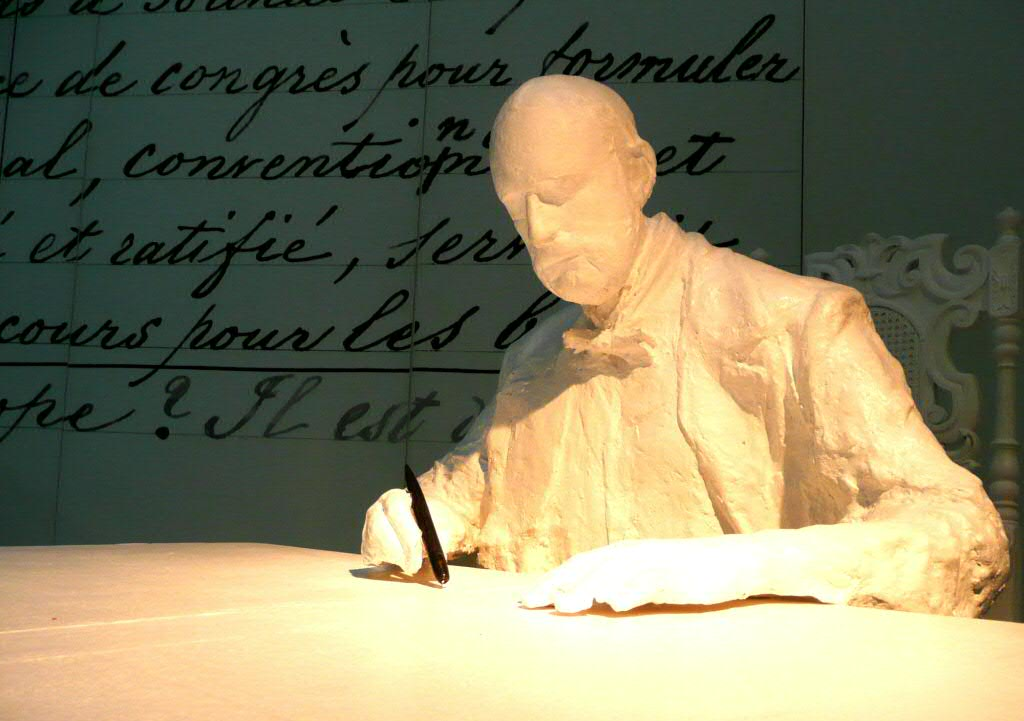
Skulptur Henry Dunants im Internationalen Rotkreuz- und Rothalbmondmuseum in Genf

Die Leistungen Henry Dunants wurden und werden bis in die Gegenwart in vielfältiger Weise gewürdigt. Herausragend aus der Vielzahl der Ehrungen, die ihm insbesondere in den letzten 15 Jahren seines Lebens verliehen wurden, ist dabei der Friedensnobelpreis. Sein Geburtstag, der 8. Mai, wird von der Internationalen Rotkreuz- und Rothalbmond-Bewegung jährlich ihm zu Ehren als Weltrotkreuz- und Rothalbmond-Tag begangen. Am 29. Oktober, dem Tag vor seinem Todestag, erinnert die Evangelische Kirche in Deutschland mit einem Gedenktag im Evangelischen Namenkalender an ihn. Die alle zwei Jahre von der Ständigen Kommission der Internationalen Rotkreuz- und Rothalbmond-Bewegung verliehene Henry-Dunant-Medaille ist die höchste Auszeichnung der Bewegung.
Das Dunant-Denkmal auf dem Dunantplatz in Heiden wurde von Charlotte Germann-Jahn geschaffen. Es wurde am 28. Oktober 1962 eingeweiht, am Sonntag vor dem 52. Todestag Henry Dunants. Zum hundertjährigen Gründungsjubiläum des Internationalen Komitees im Jahr 1963 wurde auch in Dunants Heimatstadt Genf ein Denkmal zu seinen Ehren errichtet. Die Einweihung des von Jakob Probst geschaffenen Denkmals im Parc des Bastions fand an Dunants Geburtstag am 8. Mai statt.
1969 wurde das Henry-Dunant-Museum Heiden in dem ehemaligen Spital eröffnet, in dem Dunant zuletzt gelebt hatte. Im Oktober 1988 wurde in Genf das Internationale Rotkreuz- und Rothalbmondmuseum eröffnet, in dem zwei Räume der Schlacht von Solferino und der Gründung des Roten Kreuzes gewidmet sind.
In Genf und mehreren Städten in anderen Ländern sind Strassen, Plätze, Schulen und andere Einrichtungen nach Dunant benannt. Der 1973 entdeckte Asteroid (1962) Dunant wurde nach ihm benannt; ebenso im Jahr 2014 die Dunantspitze, eine Spitze im Gipfelgrat des Monte Rosa, die nur zwei Meter niedriger ist als dessen Hauptgipfel.

### Literarische Darstellungen
1938 wurde Martin Gumperts Buch Dunant. Der Roman des Roten Kreuzes veröffentlicht, eine literarische Bearbeitung der Biografie Dunants. Zu den wichtigsten dokumentarischen Werken in deutscher Sprache gehört das zwischen 1962 und 1985 in mehreren Auflagen erschienene Buch J. Henry Dunant. Gründer des Roten Kreuzes, Urheber der Genfer Konvention von Willy Heudtlass und Walter Gruber. Dem Autor Willy Heudtlass war es unter anderem zum Beginn der 1960er Jahre möglich, zwei bis dahin unbekannte Briefarchive auszuwerten, die sich im Besitz der Nachfahren Rudolf Müllers und Hans Daaes befanden.
In Eveline Haslers biographischem Roman Der Zeitreisende. Die Visionen des Henry Dunant (1994) wird das Leben Dunants aus der erzählerischen Perspektive eines anonymen Beobachters in einem Wechsel aus Erinnerungen und gegenwärtiger Schilderung der letzten Jahre seines Lebens dargestellt.

### Film

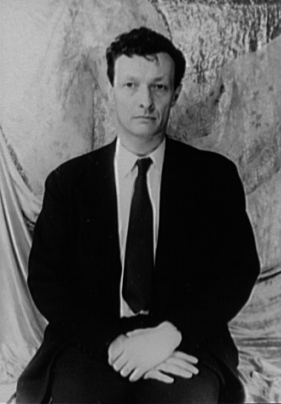
Jean-Louis Barrault, Darsteller Henry Dunants im Kinofilm D’homme à hommes (1948)

Im Jahr 1948 erschien als französisch-schweizerische Co-Produktion ein 96 Minuten langer Kinofilm des Regisseurs Christian-Jaque mit dem Titel D’homme à hommes. Darsteller Dunants war der französische Schauspieler Jean-Louis Barrault. Eine deutschsprachige Fassung mit dem Titel Von Mensch zu Mensch lief 1964 in den Kinos der Deutschen Demokratischen Republik (DDR).
1966 folgte der 50-Minuten-Dokumentarfilm Von allen geehrt: Henry Dunant unter der Regie von Gaudenz Meili.
1998 produzierte das Henry-Dunant-Museum Heiden einen etwa 30-minütigen Dokumentarfilm mit dem Titel Henry Dunant (1828–1910).
Der erste Fernsehfilm über Dunant hatte im Jahr 2006 Premiere: Henry Dunant – Rot auf dem Kreuz (französischer Originaltitel Henry Dunant: Du Rouge Sur La Croix) mit Thomas Jouannet in der Rolle des Henry Dunant. Der Spielfilm mit einer Laufzeit von etwa 98 Minuten entstand unter der Regie von Dominique Othenin-Girard in Zusammenarbeit zwischen Sendern und Produzenten der Länder Österreich, Schweiz, Frankreich, Algerien und Griechenland.

### Theater
Als Theaterschauspiel umgesetzt wurde Dunants Lebensgeschichte durch Dieter Forte unter dem Titel Jean Henry Dunant oder Die Einführung der Zivilisation, erstmals aufgeführt am 30. März 1978 im Staatstheater Darmstadt.

## Werke (Auswahl)
- Notice sur la Régence de Tunis. Genf 1858.
- L’Empire de Charlemagne rétabli ou Le Saint-Empire romain reconstitué par sa Majesté L’Empereur Napoléon III. Genf 1859.
- Mémorandum au sujet de la société financière et industrielle des Moulins de Mons-Djémila en Algérie. Paris, undatiert (ca. 1859)
- Un Souvenir de Solférino. Genf 1862
- L'Esclavage chez les musulmans et aux États-Unis d'Amérique. Genf 1863.
- La charité sur les champs de bataille. Genf 1864.
- Les prisonniers de guerre. Paris 1867.
- Bibliothèque internationale universelle. Paris 1867.
- An die Presse. In: Die Waffen nieder! Wien 1896, Nr. 9, S. 327–331. (Online bei ANNO)
- Kleines Arsenal gegen den Militarismus. In: Die Waffen nieder! Wien 1897, Nr. 5, S. 161–166; Nr. 6, S. 208–210; Nr. 8–9, S. 310–314.
- Kleines Arsenal gegen den Krieg. In: Die Waffen nieder! Wien 1897, Nr. 10, S. 366–370.

## Weiterführende Veröffentlichungen
- Lisette Bors: Wer ist Henry Dunant? Zwei Kinder entdecken die Geschichte Henry Dunants und des Roten Kreuzes. Kinder- und Jugendbuch. Verlag Zeit-Fragen, Zürich 2010, ISBN 978-3-909234-08-0.
- Felix Christ: Henry Dunant. Leben und Glauben des Rotkreuzgründers. Friedrich Wittig Verlag, Hamburg 1983, ISBN 3-85740-092-7.
- Marc Descombes: Henry Dunant: Finanzmann – Phantast – Gründer des Roten Kreuzes. Schweizer Verlagshaus, Zürich 1988, ISBN 3-7263-6554-0.
- Emanuel Dejung: Die zweite Wende im Leben Henry Dunants 1892–1897: Sein Briefwechsel mit der Sektion Winterthur vom Roten Kreuz. (= Neujahrsblatt der Stadtbibliothek Winterthur. Band 294). Winterthur 1963.
- Elke Endraß: Der Wohltäter. Warum Henry Dunant das Rote Kreuz gründete. Wichern Verlag, Berlin 2010, ISBN 978-3-88981-288-9.
- Eveline Hasler: Der Zeitreisende. Die Visionen des Henry Dunant.  Verlag Nagel & Kimche, Zürich 1994, ISBN 3-312-00199-4.
- Martin Gumpert: Dunant. Der Roman des Roten Kreuzes. Fischer Taschenbuch Verlag, Frankfurt 1987, ISBN 3-596-25261-X.
- Werner Legère: Der Ruf von Castiglione. Henri Dunant, ein Leben im Dienste der Menschlichkeit. Achte Auflage. Evangelische Verlagsanstalt, Berlin 1978.
- Gabriel Mützenberg: Henry Dunant, le prédestiné. Du nouveau sur la famille, la jeunesse, la destinée spirituelle du fondateur de la Croix-Rouge. Robert-Estienne, Genève-Acacias 1984.
- Daniel Regli: Die Apokalypse Henry Dunants. Das Geschichtsbild des Rotkreuzgründers in der Tradition eschatologischer Naherwartung. Peter Lang, Bern 1984, ISBN 3-906752-72-0.
- Dieter und Gisela Riesenberger: Rotes Kreuz und Weiße Fahne: Henry Dunant 1828–1910. Der Mensch hinter seinem Werk. Donat Verlag, Bremen 2010, ISBN 978-3-938275-83-2.
- Yvonne Steiner: Henry Dunant. Biographie. Appenzeller Verlag, Herisau 2010, ISBN 978-3-85882-537-7.
- Philipp Osten: Die Stimme von Solferino – Telegrafie und Militärberichterstattung. Eine Presseschau. In: Wolfgang U. Eckart, Philipp Osten: Das Rote Kreuz und die Erfindung der Menschlichkeit im Kriege. (= Neuere Medizin- und Wissenschaftsgeschichte. Band 20). Centaurus Verlag, Freiburg 2011, ISBN 978-3-86226-045-4.